# ISO 3166-2:BZ
ISO 3166-2:BZ is een ISO-standaard met betrekking tot de zogenaamde geocodes. Het is een subset van de ISO 3166-2 tabel, die specifiek betrekking heeft op Belize. Voor Belize worden hiermee districten gedefinieerd.
De gegevens werden tot op 27 november 2015 geüpdatet op het ISO Online Browsing Platform (OBP). Hier worden 6 districten - district (en) / district (fr) – gedefinieerd.
Volgens de eerste set, ISO 3166-1, staat BZ voor Belize, het tweede gedeelte is een twee- of drieletterige code.

## Codes
| Code   | Naam        |
| ------ | ----------- |
| BZ-BZ  | Belize      |
| BZ-CY  | Cayo        |
| BZ-CZL | Corozal     |
| BZ-OW  | Orange Walk |
| BZ-SC  | Stann Creek |
| BZ-TOL | Toledo      |